# Catálogo Köchel

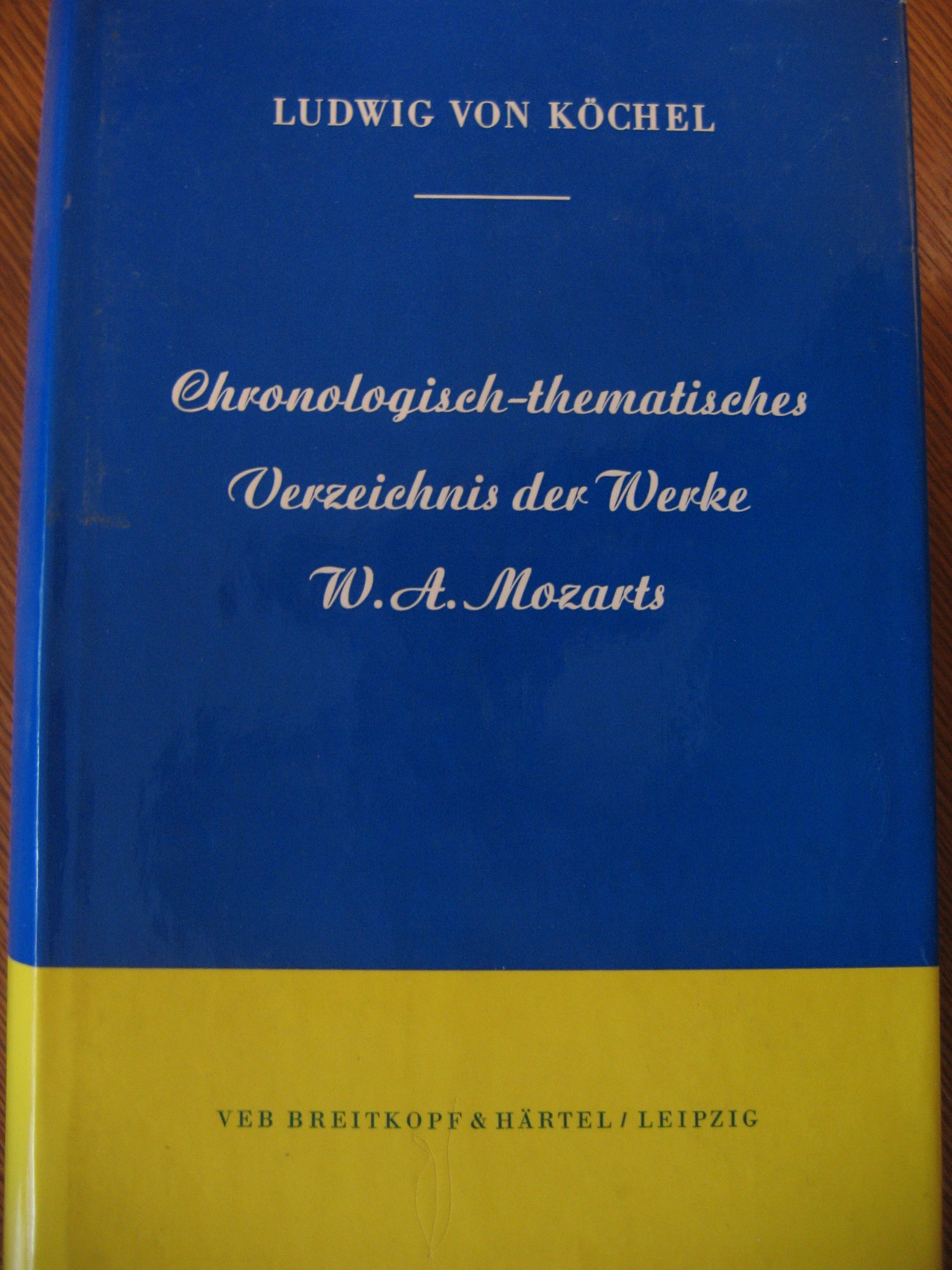
Portada del Catálogo Köchel.

El catálogo Köchel (Köchel Verzeichnis, Köchelverzeichnis en alemán) fue creado por Ludwig von Köchel en 1862 y enumera las obras musicales compuestas por Wolfgang Amadeus Mozart (1756–1791). Cada una de las obras de Mozart está designada por un número precedido de la abreviatura K. o KV. El orden cronológico que Köchel pretendió darle al catálogo es realmente válido para la mayoría de las obras. Sin embargo, en la primera edición del catálogo aparecen algunas obras de otros autores atribuidas erróneamente a Wolfgang Mozart y omite otras auténticas que aún no habían sido descubiertas.
El catálogo tuvo varias revisiones; en particular la 3.ª edición, de 1936, llevada a cabo por Alfred Einstein, que reubicó una gran cantidad de obras en el lugar que se estimaba correcto, con el expediente de agregar una letra al número original, para no alterar el número propio de Köchel.

## Historia
| Edición | Año  | Editores                                         | Notas                   |
| ------- | ---- | ------------------------------------------------ | ----------------------- |
| 1.      | 1862 | Ludwig von Köchel                                |                         |
| 2.      | 1905 | Paul von Waldersee                               |                         |
| 3.      | 1937 | Alfred Einstein                                  |                         |
| 4.      | 1958 | Alfred Einstein                                  | reimpresión sin cambios |
| 5.      | 1961 | Alfred Einstein                                  | reimpresión sin cambios |
| 6.      | 1964 | Franz Giegling, Gerd Sievers, Alexander Weinmann |                         |
| 7.      | 1965 | Franz Giegling, Gerd Sievers, Alexander Weinmann | reimpresión sin cambios |
| 8.      | 1983 | Franz Giegling, Gerd Sievers, Alexander Weinmann | reimpresión sin cambios |

En las décadas posteriores a la muerte de Mozart hubo varios intentos de catalogar sus composiciones, pero no se realizaron con éxito hasta que Ludwig von Köchel las listó en su catálogo en 1862. La página 551 del catálogo Köchel fue titulada «Chronologisch-thematisches Verzeichnis sämtlicher Tonwerke Wolfgang Amadé Mozarts» («Catálogo cronológico y temático completo de la obra musical de Wolfgang Amadé Mozart»). El catálogo incluía los primeros pentagramas de cada obra a la manera de íncipit.
Köchel intentó ordenar las obras por orden cronológico, pero las composiciones anteriores a 1784 solo tienen dataciones estimadas. Desde que Köchel elaboró el listado, se han encontrado numerosas piezas que se han atribuido a otros autores o se les ha asignado una fecha diferente, por lo que han sido necesarias tres revisiones posteriores. Estas revisiones, especialmente la tercera llevada a cabo por Alfred Einstein en 1937, y la sexta de Franz Giegling, Gerd Sievers y Alexander Weinmann en 1964, incorporan numerosas correcciones.
Aun así, los números dados por Köchel son una forma rápida de estimar cuándo compuso Mozart una obra en particular. Según la fórmula creada por Neal Zaslaw, para un número KV mayor que 100, se puede dividir por 25 y sumar 10, para estimar la edad de Mozart cuando compuso la obra; si se suma 1756 (el año de su nacimiento), se obtiene el año aproximado de la composición. Las letras fueron añadidas como nuevos números para mantener la numeración original del listado de Köchel mientras se reordenaba y revisaba la secuencia cronológica. Otros apéndices y suplementos al catálogo están marcados como KV A(nhang).

## Lista de obras del catálogo Köchel
| KV        | Año              | Obra | Tonalidad                             |
| --------- | ---------------- | --- | ------------------------------------- |
| KV 1      | 1761–1762 o 1764 | Minueto para clave | sol mayor                             |
| KV 1a     | 1761–1762        | Andante para clave | do mayor                              |
| KV 1b     | ¿1761–1762?      | Allegro para clave | do mayor                              |
| KV 1c     | 1761             | Allegro para clave | fa mayor                              |
| KV 1d     | 1761             | Minueto para clave | fa mayor                              |
| KV 1e     | 1761/1762 o 1764 | Minueto para clave | sol mayor                             |
| KV 1f     | 1761/1762 o 1764 | Minueto para clave | do mayor                              |
| KV 2      | 1762             | Minueto para clave | fa mayor                              |
| KV 3      | 1762             | Allegro para clave | si bemol mayor                        |
| KV 4      | 1762             | Minueto para clave | fa mayor                              |
| KV 5      | 1762             | Minueto para clave | fa mayor                              |
| KV 5a     | 1763             | Allegro para clave | do mayor                              |
| KV 6      | 1764             | Sonata para clave y violín | do mayor                              |
| KV 7      | 1764             | Sonata para clave y violín | re mayor                              |
| KV 8      | 1764             | Sonata para clave y violín | si bemol mayor                        |
| KV 9      | 1764             | Sonata para clave y violín | sol mayor                             |
| KV 9a     | 1763             | Allegro para clave | do mayor                              |
| KV 10     | 1764             | Sonata para clave, violín (o flauta) y chelo | si bemol mayor                        |
| KV 11     | 1764             | Sonata para clave, violín (o flauta) y chelo | sol mayor                             |
| KV 12     | 1764             | Sonata para clave, violín (o flauta) y chelo | la mayor                              |
| KV 13     | 1764             | Sonata para clave, violín (o flauta) y chelo | fa mayor                              |
| KV 14     | 1764             | Sonata para clave, violín (o flauta) y chelo | do mayor                              |
| KV 15     | 1764             | Sonata para clave, violín (o flauta) y chelo | si bemol mayor                        |
| KV 15a-ss | 1764/1765        | The London Sketchbook: 43 piezas en 2 pentagramas |                                       |
| KV 16     | 1764             | Sinfonía n.º 1 | mi bemol mayor                        |
| KV 17     | 1764             | Sinfonía n.º 2 | si bemol mayor                        |
| KV 18     | 1764             | Sinfonía n.º 3 | mi bemol mayor                        |
| KV 19     | 1765             | Sinfonía n.º 4 | re mayor                              |
| KV 19a    | 1765             | Sinfonía (ver KV A223) | fa mayor                              |
| KV 19c    | 1765             | Aria para tenor y orquesta Va, dal furor portata |                                       |
| KV 19d    | 1765             | Sonata para piano a cuatro manos | do mayor                              |
| KV 20     | 1765             | Motete Dios es nuestro refugio (Salmo 46:1) para cuatro voces | sol menor                             |
| KV 21     | 1765             | Aria para tenor y orquesta Va, dal furor portata |                                       |
| KV 22     | 1765             | Sinfonía n.º 5 | si bemol mayor                        |
| KV 23     | 1766             | Aria para soprano y cuerdas Conservatevi fedele |                                       |
| KV 24     | 1766             | 8 variaciones para piano sobre la canción neerlandesa Laat ons juichen, batavieren! (C.E. Graaf) | sol mayor                             |
| KV 25     | 1766             | 7 variaciones para piano sobre la canción neerlandesa Wilhelmus van Nassouwe | re mayor                              |
| KV 26     | 1766             | Sonata para clave y violín | mi bemol mayor                        |
| KV 27     | 1766             | Sonata para clave y violín | sol mayor                             |
| KV 28     | 1766             | Sonata para clave y violín | do mayor                              |
| KV 29     | 1766             | Sonata para clave y violín | re mayor                              |
| KV 30     | 1766             | Sonata para clave y violín | fa mayor                              |
| KV 31     | 1766             | Sonata para clave y violín | si bemol mayor                        |
| KV 32     | 1766             | Quodlibet «Galimathias Musicum» para soprano, alto, tenor, bajo, orquesta y clave |                                       |
| KV 33     | 1766             | Kyrie para cuatro voces y cuerdas | fa mayor                              |
| KV 33B    | 1766             | Movimiento para clave | fa mayor                              |
| KV 34     | 1766/1767        | Offertorium in Festo Sancti Benedicti para cuatro voces y pequeña orquesta con órgano «Scande coeli limina»                                                                                            | do mayor                              |
| KV 35     | 1767             | Die Schuldigkeit des ersten Gebots (Primera parte de un drama sacro) |                                       |
| KV 36     | 1766             | Recitativo y aria para tenor y orquesta Or che il dover — Tali e cotanti sono |                                       |
| KV 37     | 1767             | Concierto para piano y orquesta n.º 1 | fa mayor                              |
| KV 38     | 1767             | Apollo et Hyacinthus, intermezzo latino en tres actos, para el drama escolástico «Clementia Croesi», del P. Rufinus Widl                                                                               |                                       |
| KV 39     | 1767             | Concierto para piano y orquesta n.º 2 | si bemol mayor                        |
| KV 40     | 1767             | Concierto para piano y orquesta n.º 3 | re mayor                              |
| KV 41     | 1767             | Concierto para piano y orquesta n.º 4 | sol mayor                             |
| KV 41h    | 1767             | Sonata para órgano y cuerdas para iglesia n.º 1 (ver KV 67) |                                       |
| KV 41i    | 1767             | Sonata para órgano y cuerdas para iglesia n.º 2 (ver KV 68) |                                       |
| KV 41k    | 1767             | Sonata para órgano y cuerdas para iglesia n.º 3 (ver KV 69) |                                       |
| KV 42     | 1767             | Grabmusik (Passionskantate) | do mayor                              |
| KV 42a    | 1767             | Sinfonía [n.º 43] (ver KV 76) | fa mayor                              |
| KV 43     | 1767             | Sinfonía n.º 6 | fa mayor                              |
| KV 44     | 1770             | Antífona (Introitus) para cuatro voces y órgano Cibavit eos (atribución dudosa) | la menor                              |
| KV 45     | 1768             | Sinfonía n.º 7 (reeditada como obertura para La finta semplice, KV 51) | re mayor                              |
| KV 45a    | 1768             | Sinfonía n.º 7a «Alte Lambacher» (ver KV A221) | sol mayor                             |
| KV 45b    | 1768             | Sinfonía [n.º 55] (ver KV A214) | si bemol mayor                        |
| KV 46     | 1768             | Quinteto (espurio — copia de KV 361) |                                       |
| KV 46d    | 1768             | Sonata para piano y violín | do mayor                              |
| KV 46e    | 1768             | Sonata para piano y violín | fa mayor                              |
| KV 47     | 1768             | Antífona Veni Sancte Spiritus para cuatro voces y pequeña orquesta con órgano | do mayor                              |
| KV 47e    | 1767             | Lied para cantante con piano An die Freude («Freude, Königin der Weisen») con texto de J.P. Uz (ver KV 53)                                                                                             | sol mayor                             |
| KV 48     | 1768             | Sinfonía n.º 8 | re mayor                              |
| KV 49     | 1768             | Missa brevis | sol mayor                             |
| KV 50     | 1768             | Bastien und Bastienne, singspiel en un acto, libreto de F.W. Wiskern, J.H.F. Müller y J.A. Schachtner, sobre «Les amours de Bastien et Bastienne», de M.-J.-B. Favart, Ch.-S. Favart y H. de Guerville |                                       |
| KV 51     | 1768             | La finta semplice, opera buffa en tres actos, sobre un texto de C. Goldoni adaptado por M. Coltellini                                                                                                  |                                       |
| KV 52     | 1768             | Canción para soprano y piano Daphne, deine Rosenwangen |                                       |
| KV 53     | 1767             | Lied para cantante con piano An die Freude («Freude, Königin der Weisen») con texto de J.P. Uz (ver KV 47e)                                                                                            | sol mayor                             |
| KV 54     | 1788             | Sonata para piano (ver KV 547a) | fa mayor                              |
| KV 55     | ¿1772/1773?      | Sonata para piano y violín (dudosa) | fa mayor                              |
| KV 56     | ¿1772/1773?      | Sonata para piano y violín (dudosa) | do mayor                              |
| KV 57     | ¿1772/1773?      | Sonata para piano y violín (dudosa) | fa mayor                              |
| KV 58     | ¿1772/1773?      | Sonata para piano y violín (dudosa) | mi bemol mayor                        |
| KV 59     | ¿1772/1773?      | Sonata para piano y violín (dudosa) | do mayor                              |
| KV 60     | ¿1772/1773?      | Sonata para piano y violín (dudosa) | mi mayor                              |
| KV 61     | ¿1772/1773?      | Sonata para piano y violín (dudosa) | la mayor                              |
| KV 61a    | 1769             | Missa brevis (ver KV 65) | re menor                              |
| KV 61b    | 1769             | 7 minuetos para cuerdas (ver KV 65a) |                                       |
| KV 61c    | 1769             | Recitativo y aria para soprano y orquesta A Berenice... Sol nascente (ver KV 70) |                                       |
| KV 61g,i  | ¿1770?           | Minueto para flautas, violines y violas | la mayor                              |
| KV 61g,ii | ¿1770?           | Minueto para teclado | do mayor                              |
| KV 61h    | 1769             | 6 minuetos para orquesta |                                       |
| KV 62     | 1769             | Marcha usada en la casación KV 100/62a y en la ópera Mitridate KV 87/74a | re mayor                              |
| KV 63     | 1769             | Casación (Final-Musik) para violín y orquesta | sol mayor                             |
| KV 64     | 1769             | Minueto para orquesta (espurio) | re mayor                              |
| KV 65     | 1769             | Missa brevis (ver KV 61a) | re menor                              |
| KV 65a    | 1769             | 7 minuetos para cuerdas (ver KV 61b) |                                       |
| KV 66     | 1769             | Misa «Dominicus» | do mayor                              |
| KV 67     | 1767             | Sonata para órgano y cuerdas para iglesia n.º 1 (ver KV 41h) | mi bemol mayor                        |
| KV 68     | 1767             | Sonata para órgano y cuerdas para iglesia n.º 2 (ver KV 41i) | si bemol mayor                        |
| KV 69     | 1767             | Sonata para órgano y cuerdas para iglesia n.º 3 (ver KV 41k) | re mayor                              |
| KV 70     | 1769             | Recitativo y aria para soprano y orquesta A Berenice... Sol nascente (ver KV 61c) |                                       |
| KV 71     | ¿1770?           | Aria para tenor Ah, più tremar non voglio (dudosa) |                                       |
| KV 72     | 1771             | Offertorium pro Festo Sancti Joannis Baptistae para soprano, alto, tenor y bajo, órgano y cuerdas Inter natos mulierum (ver KV 74f)                                                                    | sol mayor                             |
| KV 73     | ¿1769/1770?      | Sinfonía n.º 9 | do mayor                              |
| KV 73b    | 1770             | Escena para soprano y orquesta Per pietà, bell'idol mio con texto de P. Metastasio (ver KV 78) |                                       |
| KV 73c    | 1770             | Aria para soprano y orquesta Fra cento affani con texto de P. Metastasio (ver KV 88) |                                       |
| KV 73d    | 1770             | Recitativo y aria para soprano y orquesta O temerario Arbace... Per quel paterno amplesso con texto de Metastasio (ver KV 79)                                                                          |                                       |
| KV 73e    | 1770             | Recitativo y aria para soprano y orquesta Misero me... Misero pargoletto con texto de Metastasio (ver KV 77)                                                                                           |                                       |
| KV 73f    | 1770             | Cuarteto para cuerdas n.º 1 (ver KV 80) | sol mayor                             |
| KV 73h    | ¿1769/1770?      | Minueto para clave (ver KV 94) | re mayor                              |
| KV 73i    | 1772             | Canon para 4 voces (ver KV 89a, i) | la mayor                              |
| KV 73k    | 1772             | Kyrie para 5 sopranos (ver KV 89) | sol mayor                             |
| KV 73l    | 1770             | Sinfonía [n.º 44] (ver KV 81) | re mayor                              |
| KV 73m    | ¿1770?           | Sinfonía [n.º 47] (dudosa, ver KV 97) | re mayor                              |
| KV 73n    | ¿1770?           | Sinfonía [n.º 45] (dudosa, ver KV 95) | re mayor                              |
| KV 73o    | 1770             | Aria para soprano y orquesta Se ardire con texto de Metastasio (ver KV 82) |                                       |
| KV 73p    | 1770             | Aria para soprano y orquesta Se tutti i mali miei con texto de Metastasio (ver KV 83) |                                       |
| KV 73q    | 1770             | Sinfonía n.º 11 (atribuida a Leopold Mozart, Dittersdorf y otros, ver KV 84) | re mayor                              |
| KV 73i    | 1772             | 4 cánones «rompecabezas» (ver KV 89a, ii) |                                       |
| KV 73v    | 1770             | Antífona para soprano, alto, tenor y bajo Quaerite primum regnum Dei (ver KV 86) |                                       |
| KV 74     | 1770             | Sinfonía n.º 10 | sol mayor                             |
| KV 74a    | 1770             | Mitridate, re di Ponto (ver KV 62 y 87) |                                       |
| KV 74b    | 1771             | Aria para soprano y orquesta Non curo l'affetto con texto de Metastasio |                                       |
| KV 74g    | 1771             | Sinfonía | si bemol mayor                        |
| KV 75     | ¿1771?           | Sinfonía [n.º 42] | fa mayor                              |
| KV 76     | ¿1767?           | Sinfonía [n.º 43] (ver KV 42a) | fa mayor                              |
| KV 77     | 1770             | Recitativo y aria para soprano y orquesta Misero me... Misero pargoletto con texto de Metastasio (ver KV 73e)                                                                                          |                                       |
| KV 78     | 1770             | Escena para soprano y orquesta Per pietà, bell'idol mio con texto de Metastasio (ver KV 73b) |                                       |
| KV 79     | 1770             | Recitativo y aria para soprano y orquesta O temerario Arbace... Per quel paterno amplesso con texto de Metastasio (ver KV 73d)                                                                         |                                       |
| KV 80     | 1770             | Cuarteto para cuerdas n.º 1 (ver KV 73f) | sol mayor                             |
| KV 81     | 1770             | Sinfonía [n.º 44] (ver KV 73l) | re mayor                              |
| KV 82     | 1770             | Aria para soprano y orquesta Se ardire con texto de Metastasio (ver KV 73o) |                                       |
| KV 83     | 1770             | Aria para soprano y orquesta Se tutti i mali miei con texto de Metastasio (ver KV 73p) |                                       |
| KV 84     | 1770             | Sinfonía n.º 11 (atribuida a Leopold Mozart, Dittersdorf y otros, ver KV 73q) | re mayor                              |
| KV 85     | 1770             | Miserere para tres voces y continuo de órgano (KV 73s) | la menor                              |
| KV 86     | 1770             | Antífona para cuatro voces Quaerite primum regnum Dei (KV 73v) | re menor                              |
| KV 87     | 1770             | Mitridate, re di Ponto, opera seria en tres actos con libreto de V. A. Cigna Santi basado en una tragedia de J. Racine (ver KV 62 y 74a)                                                               |                                       |
| KV 88     | 1770             | Aria para soprano y orquesta Fra cento affani con texto de Metastasio (ver KV 73c) |                                       |
| KV 89     | 1772             | Kyrie para 5 sopranos (ver KV 73k) | sol mayor                             |
| KV 89a,i  | 1770             | Canon para 4 instrumentos de viento (ver KV 73i) | la mayor                              |
| KV 89a,ii | 1770             | 4 cánones «rompecabezas» (ver KV 73r) |                                       |
| KV 90     | 1771             | Kyrie para cuatro voces y bajo continuo (atribución dudosa) | re menor                              |
| KV 91     | 1774             | Kyrie para cuatro voces, violín, bajo y órgano (espurio, originalmente de J. A. Reutter, terminado por Franz Xaver Süssmayr)                                                                           | re mayor                              |
| KV 92     | ¿1769?           | Salve Regina (dudosa) |                                       |
| KV 93     | 1771             | Salmo De Profundis clamavi |                                       |
| KV 94     | ¿1769/1770?      | Minueto para clave (ver KV 73h) | re mayor                              |
| KV 95     | ¿1770?           | Sinfonía [n.º 45] (dudosa, ver KV 73n) | re mayor                              |
| KV 96     | ¿1771?           | Sinfonía [n.º 46] (dudosa, ver KV 111b) | do mayor                              |
| KV 97     | ¿1770?           | Sinfonía [n.º 47] (dudosa, ver KV 73m) | re mayor                              |
| KV 98     | 1771             | Sinfonía (dudosa) | fa mayor                              |
| KV 99     | 1769             | Casación | si bemol mayor                        |
| KV 100    | 1769             | Casación (ver KV 62) | re mayor                              |
| KV 101    | 1776             | 4 contradanzas, «Serenata» | fa mayor                              |
| KV 102    | 1775             | Finale de la sinfonía [n.º 52], iniciada con la obertura de Il re pastore, KV 208 | do mayor                              |
| KV 103    | 1769             | 19 minuetos para orquesta |                                       |
| KV 104    | 1769             | 6 minuetos para orquesta |                                       |
| KV 105    | 1769             | 6 minuetos para orquesta (atribución dudosa) |                                       |
| KV 106    | 1790             | Obertura y 3 contradanzas (atribución dudosa) |                                       |
| KV 107    | 1765             | 3 conciertos para piano basados en sonatas de J. C. Bach | re mayor — sol mayor — mi bemol mayor |
| KV 108    | 1771             | Regina Coeli (antífona) para cuatro voces, pequeña orquesta y órgano | do mayor                              |
| KV 109    | 1771             | Litaniae de Beata Maria Virgine (Lauretanae) para cuatro voces, violines, trombones, bajo y órgano | sol mayor/menor                       |
| KV 110    | 1771             | Sinfonía n.º 12 | sol mayor                             |
| KV 111    | 1771             | Ascanio in Alba, «fiesta teatral» en dos partes, con libreto de G. Parini |                                       |
| KV 111b   | ¿1771?           | Sinfonía [n.º 46] (dudosa, ver KV 96) | do mayor                              |
| KV 112    | 1771             | Sinfonía n.º 13 | fa mayor                              |
| KV 113    | 1771             | Divertimento n.º 1 | mi bemol mayor                        |
| KV 114    | 1771             | Sinfonía n.º 14 | la mayor                              |
| KV 115    | 1773             | Missa brevis | do mayor                              |
| KV 116    | 1771             | Missa brevis | fa mayor                              |
| KV 117    | 1769             | Offertorium [pro omni tempore] para cuatro voces, pequeña orquesta, bajo y órgano «Benedictus sit Deus»                                                                                                | do mayor                              |
| KV 118    | 1771             | Oratorio La Betulia liberata |                                       |
| KV 119    | 1782             | Aria para soprano Der Liebe himmlisches Gefühl |                                       |
| KV 120    | 1771             | Finale de la sinfonía [n.º 48], iniciada con la obertura y el n.º 1 de Ascanio in Alba, KV 111 | re mayor                              |
| KV 121    | 1775             | Finale de la sinfonía [n.º 51], iniciada con la obertura de La finta giardiniera, KV 196 | re mayor                              |
| KV 122    | 1770             | Minueto para orquesta | mi bemol mayor                        |
| KV 123    | 1770             | Contradanza para orquesta | si bemol mayor                        |
| KV 124    | 1772             | Sinfonía n.º 15 | sol mayor                             |
| KV 125    | 1772             | Litaniae de venerabili altaris sacramento para cuatro voces, pequeña orquesta, bajo y órgano | si bemol mayor                        |
| KV 126    | 1772             | Il sogno di Scipione, «acción teatral» con libreto de Metastasio |                                       |
| KV 127    | 1772             | Regina Coeli (antífona) para cuatro voces, pequeña orquesta, bajo y órgano | si bemol mayor                        |
| KV 128    | 1772             | Sinfonía n.º 16 | do mayor                              |
| KV 129    | 1772             | Sinfonía n.º 17 | sol mayor                             |
| KV 130    | 1772             | Sinfonía n.º 18 | fa mayor                              |
| KV 131    | 1772             | Divertimento n.º 2 para orquesta | re mayor                              |
| KV 132    | 1772             | Sinfonía n.º 19 | mi bemol mayor                        |
| KV 133    | 1772             | Sinfonía n.º 20 | re mayor                              |
| KV 134    | 1772             | Sinfonía n.º 21 | la mayor                              |
| KV 135    | 1772             | Lucio Silla, «drama con música» en tres actos con libreto de G. de Gamerra y P. Metastasio |                                       |
| KV 135a   | 1772             | Esbozo de un ballet, Le gelosie del Serraglio |                                       |
| KV 136    | 1772             | Divertimento | re mayor                              |
| KV 137    | 1772             | Divertimento | si bemol mayor                        |
| KV 138    | 1772             | Divertimento | fa mayor                              |
| KV 139    | 1768             | Missa solemnis («Waisenhaus-Messe») | do menor                              |
| KV 140    | 1771/1772        | Missa brevis («Pastoralmesse») | sol mayor                             |
| KV 141    | 1769             | Te Deum para cuatro voces, dos violines, bajo y órgano | do mayor                              |
| KV 141a   | 1772             | Sinfonía [n.º 50] (ver KV 161 y KV 163) | re mayor                              |
| KV 142    |                  | Tantum ergo (dudoso) | si bemol mayor                        |
| KV 143    | 1770             | Recitativo y aria para soprano, dos violines, viola, bajo y órgano Ergo interest — Quaere superna | sol mayor                             |
| KV 144    | 1772             | Sonata para órgano y cuerdas para iglesia n.º 4 | re mayor                              |
| KV 145    | 1772             | Sonata para órgano y cuerdas para iglesia n.º 5 | fa mayor                              |
| KV 146    | 1779             | Aria (Passionslied) para soprano Kommet her, ihr frechen Sünder | si mayor/menor                        |
| KV 147    | 1772             | Lied para cantante con piano «Wie unglücklich bin ich nit» | fa mayor                              |
| KV 148    | 1772             | Lied para cantante con piano An die Freundschaft («O heiliger Bund, dir weih' ich meine Lieder», lobgesang auf die feierliche Johannisloge) sobre texto de L.F. Lenz                                   | re mayor                              |
| KV 149    | 1772             | Lied para cantante con piano Die grossmütige Gelassenheit («Ich hab' es längst gesagt») sobre texto de J.C. Günther (probablemente de Leopold Mozart)                                                  | si mayor/menor                        |
| KV 150    | 1772             | Lied para cantante con piano Geheime Liebe («Was ich in Gedanken küsse») sobre texto de J.C. Günther (probablemente de Leopold Mozart)                                                                 | sol mayor                             |
| KV 151    | 1772             | Lied para cantante con piano Die Zufriedenheit im niedrigen Stande («Ich trachte nicht nach solchen Dingen») sobre texto de F.R.L. von Canitz (probablemente de Leopold Mozart)                        | fa mayor                              |
| KV 152    | 1775             | Canzonetta para cantante con piano «Ridente la calma» (arreglo de un aria de J. Mislivecel) | fa mayor                              |
| KV 153    | 1782             | Fuga para piano (fragmento) | mi bemol mayor                        |
| KV 154    |                  | Fuga para piano (fragmento) | sol menor                             |
| KV 154a   |                  | 2 pequeñas fugas para piano u órgano (fragmento) |                                       |
| KV 155    | ¿1772?           | Cuarteto para cuerdas n.º 2 | re mayor                              |
| KV 156    | 1772             | Cuarteto para cuerdas n.º 3 | sol mayor                             |
| KV 157    | 1772/1773        | Cuarteto para cuerdas n.º 4 | do mayor                              |
| KV 158    | 1773             | Cuarteto para cuerdas n.º 5 | fa mayor                              |
| KV 159    | 1773             | Cuarteto para cuerdas n.º 6 | si bemol mayor                        |
| KV 160    | 1773             | Cuarteto para cuerdas n.º 7 | mi bemol mayor                        |
| KV 161    | 1772             | Sinfonía (obertura para Il sogno di Scipione, KV 126; véase también KV 141a y KV 163) | re mayor                              |
| KV 162    | 1773             | Sinfonía n.º 22 | do mayor                              |
| KV 163    | 1772             | Finale de la sinfonía KV 161 (ver KV 141a) | re mayor                              |
| KV 164    | 1772             | 6 minuetos para orquesta |                                       |
| KV 165    | 1773             | Motete para soprano, pequeña orquesta, bajo y órgano «Exsultate, jubilate» | fa mayor                              |
| KV 166    | 1773             | Divertimento n.º 3 para instrumentos de viento | mi bemol mayor                        |
| KV 167    | 1773             | Misa «in honorem S[anctissi]mae Trinitatis» | do mayor                              |
| KV 168    | 1773             | Cuarteto para cuerdas n.º 8 | fa mayor                              |
| KV 168a   | 1773             | Minueto para un cuarteto de cuerdas | fa mayor                              |
| KV 169    | 1773             | Cuarteto para cuerdas n.º 9 | la mayor                              |
| KV 170    | 1773             | Cuarteto para cuerdas n.º 10 | do mayor                              |
| KV 171    | 1773             | Cuarteto para cuerdas n.º 11 | mi bemol mayor                        |
| KV 172    | 1773             | Cuarteto para cuerdas n.º 12 | si bemol mayor                        |
| KV 173    | 1773             | Cuarteto para cuerdas n.º 13 | re menor                              |
| KV 174    | 1773             | Quinteto para cuerdas n.º 1 | si bemol mayor                        |
| KV 175    | 1773             | Concierto para piano y orquesta n.º 5 | re mayor                              |
| KV 176    | 1773             | 16 minuetos para orquesta |                                       |
| KV 177    |                  | Ofertorio Sub expositio venerabilli (de Leopold Mozart) |                                       |
| KV 178    | 1772             | Aria para soprano Ah, spiegarti, oh Dio |                                       |
| KV 179    | 1774             | 12 variaciones para piano sobre un minueto de J.C. Fischer | do mayor                              |
| KV 180    | 1773             | 6 variaciones para piano sobre Mio caro Adone de A. Salieri | sol mayor                             |
| KV 181    | 1773             | Sinfonía n.º 23 | re mayor                              |
| KV 182    | 1773             | Sinfonía n.º 24 | si bemol mayor                        |
| KV 183    | 1773             | Sinfonía n.º 25 | sol menor                             |
| KV 184    | 1773             | Sinfonía n.º 26 (obertura) | mi bemol mayor                        |
| KV 185    | 1773             | Serenata n.º 3 para orquesta «Final-Musik» | re mayor                              |
| KV 186    | 1773             | Divertimento n.º 4 para instrumentos de viento | si bemol mayor                        |
| KV 187    | ¿1773?           | Divertimento n.º 5 | do mayor                              |
| KV 188    | 1776             | Divertimento n.º 6 para instrumentos de viento | do mayor                              |
| KV 189    | 1773             | Marcha para orquesta | re mayor                              |
| KV 190    | 1773             | Concertone para 2 violines y orquesta | do mayor                              |
| KV 191    | 1774             | Concierto para fagot y orquesta | si bemol mayor                        |
| KV 192    | 1774             | Missa brevis | fa mayor                              |
| KV 193    | 1774             | Dixit y Magnificat para cuatro voces, dos violines, dos trompetas, timbales, bajo y órgano | do mayor                              |
| KV 194    | 1774             | Missa brevis | re mayor                              |
| KV 195    | 1774             | Litaniae Lauretanae para cuatro voces, pequeña orquesta, bajo y órgano | re mayor                              |
| KV 196    | 1774/1775        | La finta giardiniera, opera buffa en tres actos con libreto de G. Petrosellini |                                       |
| KV 196    | 1779/1780        | Die Gärtnerin aus Liebe, versión en singspiel de La finta giardiniera, traducida al alemán probablemente por J.F.J. Stierle                                                                            |                                       |
| KV 196e   | 1775             | Divertimento | mi bemol mayor                        |
| KV 196f   | 1775             | Divertimento | si bemol mayor                        |
| KV 197    |                  | Tantum ergo (dudoso) | re mayor                              |
| KV 198    | ¿1773/1774?      | Offertorium para soprano, tenor, dos violines, viola, bajo y órgano «Sub tuum praesidium» (atribución dudosa)                                                                                          |                                       |
| KV 199    | 1773             | Sinfonía n.º 27 | sol mayor                             |
| KV 200    | 1773             | Sinfonía n.º 28 | do mayor                              |
| KV 201    | 1774             | Sinfonía n.º 29 | la mayor                              |
| KV 202    | 1774             | Sinfonía n.º 30 | re mayor                              |
| KV 203    | 1774             | Serenata n.º 4 para orquesta | re mayor                              |
| KV 204    | 1775             | Serenata n.º 5 para orquesta | re mayor                              |
| KV 205    | 1773             | Divertimento n.º 7 | re mayor                              |
| KV 206    | 1774             | Marcha (Idomeneo) | re mayor                              |
| KV 207    | 1775             | Concierto para violín y orquesta n.º 1 | si bemol mayor                        |
| KV 208    | 1775             | Il re pastore, «serenata» en dos actos |                                       |
| KV 209    | 1775             | Aria para tenor Si mostra la sorte |                                       |
| KV 210    | 1775             | Aria para tenor Con ossequio, con rispetto |                                       |
| KV 211    | 1775             | Concierto para violín y orquesta n.º 2 | re mayor                              |
| KV 212    | 1775             | Sonata para órgano y cuerdas para iglesia n.º 6 | si bemol mayor                        |
| KV 213    | 1775             | Divertimento n.º 8 para instrumentos de viento | fa mayor                              |
| KV 214    | 1775             | Marcha para orquesta | re mayor                              |
| KV 215    | 1775             | Marcha para orquesta | re mayor                              |
| KV 216    | 1775             | Concierto para violín y orquesta n.º 3 | sol mayor                             |
| KV 217    | 1775             | Aria para soprano Voi avete un cor fedele |                                       |
| KV 218    | 1775             | Concierto para violín y orquesta n.º 4 | re mayor                              |
| KV 219    | 1775             | Concierto para violín y orquesta n.º 5 | la mayor                              |
| KV 220    | 1775             | Missa brevis («Spatzenmesse») | do mayor                              |
| KV 221    | 1771             | Kyrie | do mayor                              |
| KV 222    | 1775             | Offertorium de tempore para cuatro voces, pequeña orquesta, bajo y órgano «Misericordias Domini» | re menor                              |
| KV 223    | 1773             | Osanna (atribución dudosa) | sol mayor                             |
| KV 224    | 1776             | Sonata para órgano y cuerdas para iglesia n.º 7 | fa mayor                              |
| KV 225    | 1776             | Sonata para órgano y cuerdas para iglesia n.º 8 | la mayor                              |
| KV 226    | —                | Canon O Schwester traut dem amor nicht (espurio) |                                       |
| KV 227    | —                | Canon O wunderschoen ist Gottes Erde — Byrd (espurio) |                                       |
| KV 228    | 1787             | Doble canon Ach, zu kurz |                                       |
| KV 229    | 1782             | Canon Sie ist dahin |                                       |
| KV 230    | 1782             | Canon Selig, selig alle |                                       |
| KV 231    | 1782             | Canon Leck mich im Arsch |                                       |
| KV 232    | 1787             | Canon Lieber Freistaedtler, lieber Gaulimauli |                                       |
| KV 233    | 1782             | Canon Leck mir am Arsch fein recht |                                       |
| KV 234    | 1782             | Canon Bei der Hitz |                                       |
| KV 235    | 1782             | Canon para piano (P. E. Bach) |                                       |
| KV 236    | 1790             | Andantino para piano | mi bemol mayor                        |
| KV 237    | 1774             | Marcha para orquesta | re mayor                              |
| KV 238    | 1776             | Concierto para piano y orquesta n.º 6 | si bemol mayor                        |
| KV 239    | 1776             | Serenata n.º 6 para dos orquestas «Serenata notturna» | re mayor                              |
| KV 240    | 1776             | Divertimento n.º 9 para instrumentos de viento | si bemol mayor                        |
| KV 241    | 1776             | Sonata para órgano y cuerdas para iglesia n.º 9 | sol mayor                             |
| KV 242    | 1776             | Concierto para tres pianos y orquesta n.º 7 «Lodron» | fa mayor                              |
| KV 243    | 1776             | Litaniae de venerabili altaris sacramento para cuatro voces, pequeña orquesta, bajo y órgano | mi mayor/sol menor                    |
| KV 244    | 1776             | Sonata para órgano y cuerdas para iglesia n.º 10 | fa mayor                              |
| KV 245    | 1776             | Sonata para órgano y cuerdas para iglesia n.º 11 | re mayor                              |
| KV 246    | 1776             | Concierto para piano y orquesta n.º 8 «Lützow» | do mayor                              |
| KV 247    | 1776             | Divertimento n.º 10 | fa mayor                              |
| KV 248    | 1776             | Marcha para orquesta | fa mayor                              |
| KV 249    | 1776             | Marcha (para la serenata «Haffner») | re mayor                              |
| KV 250    | 1776             | Serenata n.º 7 para orquesta «Haffner» | re mayor                              |
| KV 251    | 1776             | Divertimento n.º 11 | re mayor                              |
| KV 252    | 1776             | Divertimento n.º 12 para instrumentos de viento | mi bemol mayor                        |
| KV 253    | 1776             | Divertimento n.º 13 para instrumentos de viento | fa mayor                              |
| KV 254    | 1776             | Divertimento (trío para piano, violín y chelo) | si bemol mayor                        |
| KV 255    | 1776             | Recitativo y aria para alto Ombra felice |                                       |
| KV 256    | 1776             | Aria para tenor Clarice cara mia sposa |                                       |
| KV 257    | 1776             | Misa «Credo» | do mayor                              |
| KV 258    | 1776             | Missa brevis («Spaur-Messe») | do mayor                              |
| KV 259    | 1776             | Missa brevis «Solo de órgano» | do mayor                              |
| KV 260    | 1776             | Offertorium de Venerabili Sacramento para dos coros, dos violines, bajo y órgano «Venite, populi» | re mayor                              |
| KV 261    | 1776             | Adagio para violín y orquesta | mi mayor                              |
| KV 262    | 1776             | Missa longa | do mayor                              |
| KV 263    | 1776             | Sonata para órgano y cuerdas para iglesia n.º 12 | do mayor                              |
| KV 264    | 1778             | 9 variaciones para piano sobre la arieta Lison Dormait de N. Dezède | do mayor                              |
| KV 265    | 1778             | 12 variaciones para piano sobre la canción francesa Ah, vous dirai-je, Maman | do mayor                              |
| KV 266    | 1777             | Sonata (trío) para 2 violines y chelo | si bemol mayor                        |
| KV 267    | 1777             | 4 contradanzas |                                       |
| KV 268    | ¿1780?           | Concierto para violín n.º 6 (dudosa) | mi bemol mayor                        |
| KV 269    | 1776             | Rondó concertante para violín y orquesta | si bemol mayor                        |
| KV 269b   | 1776             | 2 contradanzas para el conde Czernin |                                       |
| KV 270    | 1777             | Divertimento n.º 14 para instrumentos de viento | si bemol mayor                        |
| KV 271    | 1777             | Concierto para piano y orquesta n.º 9 «Jeunehomme» | mi bemol mayor                        |
| KV 271a   | ¿1777?           | Concierto para violín n.º 7 (atribución incierta) | re mayor                              |
| KV 272    | 1777             | Recitativo y aria para soprano Ah, lo previdi |                                       |
| KV 273    | 1777             | Graduale ad Festum Beatae Mariae Virginis para cuatro voces, dos violines, viola, bajo y órgano «Sancta Maria, mater Dei»                                                                              | fa mayor                              |
| KV 274    | 1777             | Sonata para órgano y cuerdas para iglesia n.º 13 | sol mayor                             |
| KV 275    | 1777             | Missa brevis | si bemol mayor                        |
| KV 276    | 1779             | Regina Coeli (antífona) para cuatro voces, pequeña orquesta, bajo y órgano | do mayor                              |
| KV 277    | 1777             | Offertorium de Beata Maria Virgine para cuatro voces, dos violines, bajo y órgano «Alma Dei creatoris»                                                                                                 | fa mayor                              |
| KV 278    | 1777             | Sonata para órgano y cuerdas para iglesia n.º 14 | do mayor                              |
| KV 279    | 1774             | Sonata para piano | do mayor                              |
| KV 280    | 1774             | Sonata para piano | fa mayor                              |
| KV 281    | 1774             | Sonata para piano | si bemol mayor                        |
| KV 282    | 1774             | Sonata para piano | mi bemol mayor                        |
| KV 283    | 1774             | Sonata para piano | sol mayor                             |
| KV 284    | 1775             | Sonata para piano «Dürnitz» | re mayor                              |
| KV 285    | 1777             | Cuarteto para flauta y cuerdas | re mayor                              |
| KV 285a   | 1778             | Cuarteto para flauta y cuerdas | sol mayor                             |
| KV 285b   | 1781/1782        | Cuarteto para flauta y cuerdas (ver KV A171) | do mayor                              |
| KV 286    | 1776/1777        | Notturno (Serenata n.º 8) para cuatro orquestas | re mayor                              |
| KV 287    | 1777             | Divertimento n.º 15 | si bemol mayor                        |
| KV 288    | 1777             | Divertimento | fa mayor                              |
| KV 289    | 1777             | Divertimento n.º 16 para instrumentos de viento | mi bemol mayor                        |
| KV 290    | 1773             | Marcha para dos trompas y cuerdas | re mayor                              |
| KV 291    |                  | Fuga para orquesta (de Michael Haydn) |                                       |
| KV 292    | 1775             | Sonata (dúo) para fagot y chelo | si bemol mayor                        |
| KV 293    | 1783             | Concierto para oboe (fragmento) | fa mayor                              |
| KV 294    | 1778             | Recitativo y aria para soprano Alcandro, lo confesso |                                       |
| KV 295    | 1778             | Aria para tenor Se al labbro mio non credi |                                       |
| KV 296    | 1778             | Sonata para piano y violín | do mayor                              |
| KV 297    | 1778             | Sinfonía n.º 31 «París» | re mayor                              |
| KV 297a   | 1778             | (App. 1) 8 números para un miserere de Holzbauer (perdido) |                                       |
| KV 297b   | 1778             | Sinfonía concertante para oboe, clarinete, trompa, fagot y orquesta (atribución incierta) | mi bemol mayor                        |
| KV 297B   | 1778             | Sinfonía concertante para flauta, oboe, trompa, fagot y orquesta (atribución incierta, ver KV A9) | mi bemol mayor                        |
| KV 298    | 1786/1787        | Cuarteto para flauta y cuerdas | la mayor                              |
| KV 299    | 1778             | Concierto para flauta, arpa y orquesta | do mayor                              |
| KV 299b   | 1778             | Música de ballet «Les petits riens» (ver KV A10) |                                       |
| KV 299c   | 1778             | Esbozos para un intermezzo de ballet |                                       |
| KV 299d   | 1778             | Música de ballet La Chasse (fragmento), ver KV A103 |                                       |
| KV 300    | 1778             | Gavota para orquesta | si bemol mayor                        |
| KV 301    | 1778             | Sonata para piano y violín | sol mayor                             |
| KV 302    | 1778             | Sonata para piano y violín | mi bemol mayor                        |
| KV 303    | 1778             | Sonata para piano y violín | do mayor                              |
| KV 304    | 1778             | Sonata para piano y violín | mi menor                              |
| KV 305    | 1778             | Sonata para piano y violín | la mayor                              |
| KV 306    | 1778             | Sonata para piano y violín | re mayor                              |
| KV 307    | 1777             | Arietta para cantante con piano «Oiseaux, si tous les ans», sobre texto de A. Ferrand | do mayor                              |
| KV 308    | 1778             | Arietta para cantante con piano «Dans un bois solitaire», sobre texto de A. H. de la Motte | la mayor/si menor                     |
| KV 309    | 1777             | Sonata para piano | do mayor                              |
| KV 310    | 1778             | Sonata para piano | la menor                              |
| KV 311    | 1777             | Sonata para piano | re mayor                              |
| KV 311a   | 1778             | (App. 8) Obertura (dudosa) | si bemol mayor                        |
| KV 312    | 1790             | Allegro para una sonata para piano | sol menor                             |
| KV 313    | 1778             | Concierto para flauta y orquesta | sol mayor                             |
| KV 314    | 1778             | Concierto para flauta y orquesta (reelaboración de Mozart del perdido KV (314)) | do mayor                              |
| KV (314)  | 1778             | Concierto para oboe y orquesta (perdido; se ha reconstruido a partir del KV 314) | do mayor                              |
| KV 315    | 1778             | Andante para flauta y orquesta | do mayor                              |
| KV 315f   | 1778             | Concierto para violín, piano y orquesta (fragmento, ver KV A56) | re mayor                              |
| KV 315g   | 1779             | 8 minuetos para orquesta |                                       |
| KV 316    | 1778             | Recitativo y aria para soprano Popoli di Tessaglia |                                       |
| KV 317    | 1779             | Misa «Coronación» | do mayor                              |
| KV 318    | 1779             | Sinfonía n.º 32 (obertura) | sol mayor                             |
| KV 319    | 1779             | Sinfonía n.º 33 | si bemol mayor                        |
| KV 320    | 1779             | Serenata n.º 9 para orquesta «Trompa de postillón» | re mayor                              |
| KV 320e   | 1779             | Sinfonía concertante para violín, viola, chelo y orquesta (fragmento, ver KV A120) | la mayor                              |
| KV 321    | 1779             | Vesperae solennes de Dominica para cuatro voces, pequeña orquesta, bajo y órgano | do mayor                              |
| KV 322    | 1778             | Kyrie para cuatro voces, pequeña orquesta, bajo y órgano (fragmento) | mi bemol mayor                        |
| KV 323    | 1779             | Kyrie para cuatro voces, pequeña orquesta, bajo y órgano (fragmento) | do mayor                              |
| KV 324    | 1779             | Himno Salus infirmorum (dudosa) |                                       |
| KV 325    | 1779             | Himno Sancta Maria, ora pro nobis (dudosa) |                                       |
| KV 326    | 1771             | Himno Justum deduxit Dominus |                                       |
| KV 327    |                  | Himno Adoramus te (de F. Gasparini) |                                       |
| KV 328    | 1779             | Sonata para órgano y cuerdas para iglesia n.º 15 | do mayor                              |
| KV 329    | 1779             | Sonata para órgano y cuerdas para iglesia n.º 16 | do mayor                              |
| KV 330    | 1778             | Sonata para piano | do mayor                              |
| KV 331    | 1778             | Sonata para piano «alla turca» | la mayor                              |
| KV 332    | 1778             | Sonata para piano | fa mayor                              |
| KV 333    | 1778             | Sonata para piano | si bemol mayor                        |
| KV 334    | 1779             | Divertimento n.º 17 | re mayor                              |
| KV 335    | 1779             | 2 marchas para orquesta | re mayor                              |
| KV 336    | 1780             | Sonata para órgano y cuerdas para iglesia n.º 17 | do mayor                              |
| KV 337    | 1780             | Missa solemnis | do mayor                              |
| KV 338    | 1780             | Sinfonía n.º 34 | do mayor                              |
| KV 339    | 1780             | Vesperae solennes de confessore para cuatro voces, pequeña orquesta, bajo y órgano | do mayor                              |
| KV 340    | 1780             | Kyrie (perdido, de atribución dudosa) |                                       |
| KV 341    | 1781             | Kyrie para cuatro voces, pequeña orquesta, bajo y órgano | re menor                              |
| KV 342    |                  | Ofertorio Benedicite angeli (por Leopold Mozart) |                                       |
| KV 343    | ¿1779?           | 2 canciones alemanas para iglesia, «O Gottes Lamm» y «Als aus Ägypten», para cantante con piano | fa mayor/do mayor                     |
| KV 344    | 1779             | Zaide (Das Serail), Deutsches Singspiel en dos actos con libreto de J.A. Schachtner (fragmento) |                                       |
| KV 345    | 1779             | Coros y música incidental para «Thamos, König in Ägypten», drama heroico de T.P. von Gebler |                                       |
| KV 346    | 1783             | Notturno para dos sopranos y bajo «Luci care, luci belle» sobre texto de P. Metastasio (ver KV 439a)                                                                                                   | fa mayor                              |
| KV 347    | 1782             | Canon Lasst uns ziehn |                                       |
| KV 348    | 1782             | Canon V'amo di core teneramente |                                       |
| KV 349    | 1780/1781        | Lied para cantante y mandolina Die Zufriedenheit («Was frag' ich viel nach Geld und Gut») con texto de J. M. Miller                                                                                    | sol mayor                             |
| KV 350    | 1780/1781        | Canción con piano Schlafe mein Prinzchen (de Bernhard Flies) | sol mayor                             |
| KV 351    | 1780/1781        | Lied para cantante y mandolina Komm, liebe Zither, komm | do mayor                              |
| KV 352    | 1781             | 8 variaciones para piano sobre la pieza coral Dieu d'amour! de A.E. Grétry | fa mayor                              |
| KV 353    | 1778             | 12 variaciones para piano sobre la canción francesa La belle Françoise | mi bemol mayor                        |
| KV 354    | 1778             | 12 variaciones para piano sobre la romanza Je suis Lindor de A.L. Baudron | mi bemol mayor                        |
| KV 355    | 1790             | Minueto para piano | re mayor                              |
| KV 356    | 1791             | Adagio para armónica de cristal | do mayor                              |
| KV 357    | 1786             | Sonata para piano a cuatro manos (fragmento) | sol mayor                             |
| KV 358    | 1774             | Sonata para piano a cuatro manos | si bemol mayor                        |
| KV 359    | 1781             | 12 variaciones para piano y violín sobre «La bergère Célimène» | sol mayor                             |
| KV 360    | 1781             | 6 variaciones para piano y violín sobre «Hélas, j'ai perdu mon amant» | sol menor                             |
| KV 361    | 1781             | Serenata n.º 10 para vientos «Gran partita» | si bemol mayor                        |
| KV 362    | 1780–1781        | Marcha (Idomeneo) | do mayor                              |
| KV 363    | 1780             | 3 minuetos |                                       |
| KV 364    | 1779             | Sinfonía concertante para violín, viola y orquesta | mi bemol mayor                        |
| KV 365    | 1779             | Concierto para 2 pianos y orquesta n.º 10 | mi bemol mayor                        |
| KV 366    | 1780–1781        | Idomeneo, re di Creta (ossia Ilia e Idamante), opera seria en tres actos, con libreto de G. Varesco |                                       |
| KV 367    | 1781             | Música de ballet para «Idomeneo» |                                       |
| KV 368    | 1781             | Recitativo y aria para soprano Ma, che vi fece, o stelle |                                       |
| KV 369    | 1781             | Escena y aria para soprano Misera, dove son! |                                       |
| KV 370    | 1781             | Cuarteto para oboe y cuerdas | fa mayor                              |
| KV 371    | 1781             | Rondó para trompa y orquesta (esbozo) | mi bemol mayor                        |
| KV 372    | 1781             | Allegro de una sonata para piano y violín (fragmento) | si bemol mayor                        |
| KV 373    | 1781             | Rondó para violín y orquesta | do mayor                              |
| KV 374    | 1781             | Recitativo y aria para soprano Or che il cielo |                                       |
| KV 375    | 1781             | Serenata n.º 11 para vientos | mi bemol mayor                        |
| KV 376    | 1781             | Sonata para piano y violín | fa mayor                              |
| KV 377    | 1781             | Sonata para piano y violín | fa mayor                              |
| KV 378    | 1779             | Sonata para piano y violín | si bemol mayor                        |
| KV 379    | 1781             | Sonata para piano y violín | sol mayor                             |
| KV 380    | 1781             | Sonata para piano y violín | mi bemol mayor                        |
| KV 381    | 1772             | Sonata para piano a cuatro manos | re mayor                              |
| KV 382    | 1782             | Rondó para piano y orquesta | re mayor                              |
| KV 383    | 1782             | Aria para soprano Nehmt meinen Dank |                                       |
| KV 384    | 1781/1782        | Die Entführung aus dem Serail, singspiel en tres actos, con libreto de G. Stephanie el Joven sobre un texto de C.F. Bretzner                                                                           |                                       |
| KV 385    | 1782             | Sinfonía n.º 35 «Haffner» | re mayor                              |
| KV 386    | 1782             | Rondó para piano y orquesta | la mayor                              |
| KV 386b   | 1782             | Concierto para trompa y orquesta (ver KV 412 y 514) | re mayor                              |
| KV 386d   | 1782             | (App. 25) Recitativo O Calpe! (fragmento) |                                       |
| KV 387    | 1782             | Cuarteto para cuerdas n.º 14 | sol mayor                             |
| KV 388    | 1782             | Serenata n.º 12 para vientos «Nacht Musique» | do menor                              |
| KV 389    | 1782             | Dúo Welch aengstliches Beben (para Die Entführung aus dem Serail) |                                       |
| KV 390    | 1780             | Lied para cantante con piano Ich würd' auf meinem Pfad (texto de J. T. Hermes) | re menor                              |
| KV 391    | 1780             | Lied para cantante con piano Sei du mein Trost (texto de J. T. Hermes) | sol mayor/sol menor                   |
| KV 392    | 1780             | Lied para cantante con piano Verdankt sei es dem Glanz der Großen (texto de J. T. Hermes) | fa mayor                              |
| KV 393    | 1782             | Solfeggi para soprano |                                       |
| KV 394    | 1782             | Preludio y fuga para piano | do mayor                              |
| KV 395    | 1778             | Capricho para piano | do mayor                              |
| KV 396    | 1782             | Adagio para piano y violín (fragmento) | do menor                              |
| KV 397    | 1782             | Fantasía para piano (fragmento) | re menor                              |
| KV 398    | 1783             | 6 variaciones para piano sobre el aria Salve tu, Domine de G. Paisiello | fa mayor                              |
| KV 399    | 1782             | Suite para piano | do mayor                              |
| KV 400    | 1781             | Allegro de una sonata para piano | si bemol mayor                        |
| KV 401    | 1782             | Fuga para piano a cuatro manos | sol menor                             |
| KV 402    | 1782             | Andante y fuga para piano y violín (fragmento) | la menor                              |
| KV 403    | 1782             | Sonata para piano y violín (fragmento) | do mayor                              |
| KV 404    | 1782             | Andante y allegretto para piano y violín (fragmento) | do mayor                              |
| KV 404a   | 1782             | 6 preludios y arreglos de fugas de J. S. y W. F. Bach para violín, viola y chelo |                                       |
| KV 405    | 1782             | 5 fugas de Bach arregladas para cuarteto de cuerdas |                                       |
| KV 406    | 1787             | Quinteto para cuerdas n.º 4 (arreglo de KV 388) | do menor                              |
| KV 407    | 1782             | Quinteto para trompa y cuerdas | mi bemol mayor                        |
| KV 408    | 1782             | 3 marchas para orquesta |                                       |
| KV 409    | 1782             | Minueto para una sinfonía | do mayor                              |
| KV 410    | 1783             | Adagio para dos corni di bassetto y fagot | fa mayor                              |
| KV 411    | 1783             | Adagio para dos clarinetes y tres corni di bassetto | si bemol mayor                        |
| KV 412    | 1782             | Allegro (primer movimiento) del concierto para trompa y orquesta KV 386b | re mayor                              |
| KV 413    | 1782/1783        | Concierto para piano y orquesta n.º 11 | fa mayor                              |
| KV 414    | 1782             | Concierto para piano y orquesta n.º 12 | la mayor                              |
| KV 415    | 1782/1783        | Concierto para piano y orquesta n.º 13 | do mayor                              |
| KV 416    | 1783             | Escena y rondó para soprano Mia speranza adorata |                                       |
| KV 417    | 1783             | Concierto para trompa y orquesta | mi bemol mayor                        |
| KV 418    | 1783             | Aria para soprano Vorrei spiegarvi, oh Dio |                                       |
| KV 419    | 1783             | Aria para soprano No, no, che non sei capace |                                       |
| KV 420    | 1783             | Aria para tenor Per pietà, non ricercate |                                       |
| KV 421    | 1783             | Cuarteto para cuerdas n.º 15 | re menor                              |
| KV 422    | 1783             | L'oca del Cairo, «dramma giocoso con música» con libreto de G.B. Varesco (incompleto) |                                       |
| KV 423    | 1783             | Dúo para violín y viola | sol mayor                             |
| KV 424    | 1783             | Dúo para violín y viola | si bemol mayor                        |
| KV 425    | 1783             | Sinfonía n.º 36 «Linz» | do mayor                              |
| KV 426    | 1783             | Fuga para 2 pianos (ver KV 546) | do menor                              |
| KV 427    | 1782/1783        | Misa (Grosse Messe) | do menor                              |
| KV 428    | 1783             | Cuarteto para cuerdas n.º 16 | mi bemol mayor                        |
| KV 429    | 1783             | Cantata masónica Dir, Seele des Weltalls |                                       |
| KV 429a   | 1783             | Cantata Dir, Seele des Weltalls con piano |                                       |
| KV 430    | 1783             | Lo sposo deluso (ossia La rivalità di tre donne per un solo amante), opera buffa en dos actos sobre texto atribuido a L. da Ponte (incompleta)                                                         |                                       |
| KV 431    | 1783             | Recitativo y aria para tenor Misero! o sogno! |                                       |
| KV 432    | 1783             | Recitativo y aria para bajo Così dunque tradisci |                                       |
| KV 433    | 1783             | Aria para bajo Männer suchen stets zu naschen | fa mayor                              |
| KV 434    | 1783             | Terzetto Del gran regno delle Amazoni |                                       |
| KV 435    | 1783             | Aria para tenor Musst ich auch |                                       |
| KV 436    | 1783             | Notturno para dos sopranos y bajo «Ecco quel fiero istante» sobre texto de P. Metastasio | fa mayor                              |
| KV 437    | 1783             | Notturno para dos sopranos y bajo «Mi lagnerò tacendo» sobre texto de P. Metastasio | sol mayor                             |
| KV 438    | 1783             | Notturno para dos sopranos y bajo «Se lontan ben mio, tu sei» sobre texto de P. Metastasio | mi mayor/si menor                     |
| KV 439    | 1783             | Notturno para dos sopranos y bajo «Due pupille amabile» sobre texto de P. Metastasio | fa mayor                              |
| KV 439a   | 1783             | Notturno para dos sopranos y bajo «Luci care, luci belle» sobre texto de P. Metastasio (ver KV 346) | fa mayor                              |
| KV 439b   | ¿1785?           | 5 divertimentos para tres corni di bassetto (ver KV A229) | si bemol mayor                        |
| KV 440    | 1782             | Aria para soprano In te spero o sposo |                                       |
| KV 441    | 1783             | Terzetto Liebes Mandel, wo is's Bandel |                                       |
| KV 442    | 1783             | Trío para piano, violín y chelo (incompleto) | re menor                              |
| KV 443    | 1782             | Fuga en 3 partes vocales (fragmento) |                                       |
| KV 444    | 1783             | Introducción (andante maestoso) a la sinfonía n.º 25 de Michael Haydn | sol mayor                             |
| KV 445    | 1779             | Marcha para orquesta | re mayor                              |
| KV 446    | 1783             | Música para una pantomima («Pantalón und Colombine»), fragmento |                                       |
| KV 447    | 1783             | Concierto para trompa y orquesta | mi bemol mayor                        |
| KV 448    | 1781             | Sonata para 2 pianos | re mayor                              |
| KV 449    | 1784             | Concierto para piano y orquesta n.º 14 | mi bemol mayor                        |
| KV 450    | 1784             | Concierto para piano y orquesta n.º 15 | si bemol mayor                        |
| KV 451    | 1784             | Concierto para piano y orquesta n.º 16 | re mayor                              |
| KV 452    | 1784             | Quinteto para piano, oboe, clarinete, trompa y fagot | mi bemol mayor                        |
| KV 452a   | 1784             | Larghetto para un quinteto para piano e instrumentos de viento | si bemol mayor                        |
| KV 453    | 1784             | Concierto para piano y orquesta n.º 17 | sol mayor                             |
| KV 453a   | 1784             | Kleiner Trauermarsch («Marche funèbre del Sigr Maestro Contrapunto») | do menor                              |
| KV 454    | 1784             | Sonata para piano y violín | si bemol mayor                        |
| KV 455    | 1784             | 10 variaciones para piano sobre la arieta Unser dummer Pöbel meint de C.W. Gluck | sol mayor                             |
| KV 456    | 1784             | Concierto para piano y orquesta n.º 18 | si bemol mayor                        |
| KV 457    | 1784             | Sonata para piano | do menor                              |
| KV 458    | 1784             | Cuarteto para cuerdas n.º 17 «La caza» | si bemol mayor                        |
| KV 459    | 1784             | Concierto para piano y orquesta n.º 19 | fa mayor                              |
| KV 460    | 1784             | Tema y 8 variaciones para piano sobre el aria Come un agnello de G. Sarti | la mayor                              |
| KV 461    | 1784             | 5 minuetos para orquesta |                                       |
| KV 462    | 1784             | 6 contradanzas para orquesta |                                       |
| KV 463    | 1784             | 2 minuetos con contradanzas para orquesta |                                       |
| KV 464    | 1785             | Cuarteto de cuerdas n.º 18 | la mayor                              |
| KV 464a   | 1785             | Movimiento para un cuarteto de cuerdas (fragmento) | la mayor                              |
| KV 465    | 1785             | Cuarteto para cuerdas n.º 19 «Dissonanzen-Quartett» | do mayor                              |
| KV 466    | 1785             | Concierto para piano y orquesta n.º 20 | re menor                              |
| KV 467    | 1785             | Concierto para piano y orquesta n.º 21 | do mayor                              |
| KV 468    | 1785             | Lied zur Gesellenreise: Die ihr einem neuen Grade (canción «de camaradería masónica» con piano, texto de D. Jäger)                                                                                     | si mayor/menor                        |
| KV 469    | 1785             | Cantata Davide penitente |                                       |
| KV 470    | 1785             | Andante para un concierto de violín de Viotti (perdido) |                                       |
| KV 471    | 1785             | Cantata Die Maurerfreude |                                       |
| KV 472    | 1785             | Lied para cantante con piano Der Zauberer («Ihr Mädchen, flieht Damöten ja!») con texto de C. F. Weiße                                                                                                 | sol menor                             |
| KV 473    | 1785             | Lied para cantante con piano Die Zufriedenheit («Wie sanft, wie ruhig fühl' ich hier») con texto de C. F. Weiße                                                                                        | si mayor/si menor                     |
| KV 474    | 1785             | Lied para cantante con piano Die betrogene Welt («Der reiche Tor») con texto de C. F. Weiße | sol mayor                             |
| KV 475    | 1785             | Fantasía para piano | do menor                              |
| KV 476    | 1785             | Lied para cantante con piano Das Veilchen («Ein Veilchen auf der Wiese stand») con texto de J. W. von Goethe                                                                                           | sol mayor                             |
| KV 477    | 1785             | Música fúnebre masónica | do menor                              |
| KV 478    | 1785             | Cuarteto para piano y cuerdas | sol menor                             |
| KV 479    | 1785             | Cuarteto Dite almeno |                                       |
| KV 480    | 1785             | Terceto Mandina amabile |                                       |
| KV 481    | 1785             | Sonata para piano y violín | mi bemol mayor                        |
| KV 482    | 1785             | Concierto para piano y orquesta n.º 22 | mi bemol mayor                        |
| KV 483    | 1785             | Zur Eröffnung der Freimaurerloge: «Zerfliesset heut', geliebte Brüder» (canción masónica con coro y órgano)                                                                                            | si mayor/menor                        |
| KV 484    | 1785             | Zum Schluss der Freimaurerloge: «Ihr unsre neuen Leiter» (canción masónica con coro y órgano) | sol mayor                             |
| KV 485    | 1786             | Rondó para piano | re mayor                              |
| KV 486    | 1786             | Der Schauspieldirektor, «comedia con música» en un acto con libreto de G. Stephanie el Joven (fragmento)                                                                                               |                                       |
| KV 486a   | 1778             | Recitativo y aria para soprano Basta, vincesti |                                       |
| KV 487    | 1786             | 12 dúos para trompas |                                       |
| KV 488    | 1786             | Concierto para piano y orquesta n.º 23 | la mayor                              |
| KV 489    | 1786             | Dúo para soprano y tenor Spiegarti non poss'io |                                       |
| KV 490    | 1786             | Escena y rondó para Idomeneo Non più. Tutto ascoltai — Non temer, amato bene |                                       |
| KV 491    | 1786             | Concierto para piano y orquesta n.º 24 | do menor                              |
| KV 492    | 1785/1786        | Le nozze di Figaro, opera buffa en cuatro actos con libreto de L. da Ponte |                                       |
| KV 493    | 1786             | Cuarteto para piano y cuerdas | mi bemol mayor                        |
| KV 494    | 1786             | Rondó para piano | fa mayor                              |
| KV 495    | 1786             | Concierto para trompa y orquesta | mi bemol mayor                        |
| KV 496    | 1786             | Trío para piano, violín y chelo | sol mayor                             |
| KV 497    | 1786             | Sonata para piano a cuatro manos | fa mayor                              |
| KV 498    | 1786             | Trío para piano, clarinete y viola «Kegelstatt» | mi bemol mayor                        |
| KV 498a   | 1786             | Sonata para piano (fragmento) | si bemol mayor                        |
| KV 499    | 1786             | Cuarteto para cuerdas n.º 20 «Hoffmeister» | re mayor                              |
| KV 500    | 1786             | [Alegretto y] 12 variaciones para piano | si bemol mayor                        |
| KV 501    | 1786             | Andante con 5 variaciones para piano a cuatro manos | sol mayor                             |
| KV 502    | 1786             | Trío para piano, violín y chelo | si bemol mayor                        |
| KV 503    | 1786             | Concierto para piano y orquesta n.º 25 | do mayor                              |
| KV 504    | 1786             | Sinfonía n.º 38 «Praga» | re mayor                              |
| KV 505    | 1786             | Escena y rondó para soprano Ch'io mi scordi di te |                                       |
| KV 506    | ¿1786?           | Lied para cantante con piano Lied der Freiheit («Wer unter eines Mädchens Hand») sobre texto de J. A. Blumauer                                                                                         | fa mayor                              |
| KV 507    | 1786             | Canon Heiterkeit und Leichtes Blut |                                       |
| KV 508    | 1786             | Canon Auf das Wohl aller Freunde |                                       |
| KV 509    | 1787             | 6 danzas alemanas para orquesta |                                       |
| KV 510    | 1787             | 9 contradanzas (dudosa) |                                       |
| KV 511    | 1787             | Rondó para piano | la menor                              |
| KV 512    | 1787             | Recitativo y aria para bajo Alcandro, lo confesso |                                       |
| KV 513    | 1787             | Aria para bajo Mentre ti lascio |                                       |
| KV 514    | 1791             | Segundo movimiento (rondó) del concierto para trompa y orquesta KV 386b |                                       |
| KV 514a   | 1787             | Allegro para un quinteto de cuerdas (fragmento) | si bemol mayor                        |
| KV 515    | 1787             | Quinteto para cuerdas n.º 2 | do mayor                              |
| KV 516    | 1787             | Quinteto para cuerdas n.º 3 | sol menor                             |
| KV 516c   | 1787             | Allegro para un quinteto con clarinete | si bemol mayor                        |
| KV 516f   | ¿1787?           | Musikalisches Würfelspiel | do mayor                              |
| KV 517    | 1787             | Lied para cantante con piano Die Alte («Zu meiner Zeit») sobre texto de F. von Hagedorn | mi menor                              |
| KV 518    | 1787             | Lied para cantante con piano Die Verschweigung («Sobald Damötas Chloen sieht») sobre texto de C. F. Weiße                                                                                              | fa mayor                              |
| KV 519    | 1787             | Lied para cantante con piano Das Lied der Trennung («Die Engel Gottes weinen») sobre texto de K. E. K. Schmidt                                                                                         | fa menor                              |
| KV 520    | 1787             | Lied para cantante con piano Als Luise die Briefe ihres ungetreuen Liebhabers verbrannte («Erzeugt von heißer Phantasie») sobre texto de G. von Baumberg                                               | do menor                              |
| KV 521    | 1787             | Sonata para piano a cuatro manos | do mayor                              |
| KV 522    | 1787             | Divertimento para cuarteto de cuerdas y 2 trompas Ein musikalischer Spass | fa mayor                              |
| KV 523    | 1787             | Lied para cantante con piano Abendempfindung an Laura («Abend ist's») sobre texto atribuido a J. H. Campe                                                                                              | fa mayor                              |
| KV 524    | 1787             | Lied para cantante con piano An Chloe («Wenn die Lieb' aus deinen blauen») sobre texto de J. G. Jacobi                                                                                                 | mi mayor/si menor                     |
| KV 525    | 1787             | Serenata para cuarteto de cuerdas y bajo «Eine kleine Nachtmusik» | sol mayor                             |
| KV 526    | 1787             | Sonata para piano y violín | la mayor                              |
| KV 527    | 1787             | Don Giovanni (Il dissoluto punito), dramma giocoso en dos actos con libreto de L. da Ponte |                                       |
| KV 528    | 1787             | Escena para soprano Belle mia fiamma |                                       |
| KV 529    | 1787             | Lied para cantante con piano Des kleinen Friedrichs Geburtstag («Es war einmal, ihr Leute») sobre texto de J. E. F. Schall y J. H. Campe                                                               | fa mayor                              |
| KV 530    | 1787             | Lied para cantante con piano Das Traumbild («Wo bist du, Bild») con texto de L. H. C. Hölty | mi mayor/si menor                     |
| KV 531    | 1787             | Lied para cantante con piano Die kleine Spinnerin («Was spinnst du?») | do mayor                              |
| KV 532    | 1787             | Terzetto Grazie agl'inganni tuoi (esbozo) |                                       |
| KV 533    | 1788             | Allegro y andante para piano | fa mayor                              |
| KV 534    | 1788             | Contradanza para orquesta «Das Donnerwetter» | re mayor                              |
| KV 535    | 1788             | Contradanza para orquesta «La Bataille» («El sitio de Belgrado») | do mayor                              |
| KV 535a   | 1788             | 3 contradanzas para orquesta |                                       |
| KV 535b   | 1788             | Contradanza para orquesta (esbozo) | si bemol mayor                        |
| KV 536    | 1788             | 6 danzas alemanas para orquesta |                                       |
| KV 537    | 1788             | Concierto para piano y orquesta n.º 26 «Coronación» | re mayor                              |
| KV 538    | 1788             | Aria para soprano Ah se in ciel |                                       |
| KV 539    | 1788             | Canción Ich moechte wohl |                                       |
| KV 540    | 1788             | Adagio para piano | si menor                              |
| KV 541    | 1788             | Arietta para bajo Un bacio di mano |                                       |
| KV 542    | 1788             | Trío para piano, violín y chelo | mi mayor                              |
| KV 543    | 1788             | Sinfonía n.º 39 | mi bemol mayor                        |
| KV 544    | 1788             | Marcha Ein kleiner Marsch (perdido) | re mayor                              |
| KV 545    | 1788             | Sonata para piano «para principiantes» | do mayor                              |
| KV 546    | 1788             | Adagio y fuga (originalmente para 2 pianos, KV 426) para cuerdas | do menor                              |
| KV 547    | 1788             | Sonatina para piano y violín «para principiantes» | fa mayor                              |
| KV 547a   | 1788             | Sonata para piano | fa mayor                              |
| KV 548    | 1788             | Trío para piano, violín y chelo | do mayor                              |
| KV 549    | 1788             | Canzonetta para dos sopranos y bajo «Più non si trovano» sobre texto de P. Metastasio | si mayor/menor                        |
| KV 550    | 1788             | Sinfonía n.º 40 | sol menor                             |
| KV 551    | 1788             | Sinfonía n.º 41 «Júpiter» | do mayor                              |
| KV 552    | 1788             | Canción con piano Beim Auszug in das feld, Dem hohen Kaiser-Worter treu |                                       |
| KV 553    | 1788             | Canon Aleluya |                                       |
| KV 554    | 1788             | Canon Ave Maria |                                       |
| KV 555    | 1788             | Canon Lacrimoso son io |                                       |
| KV 556    | 1788             | Canon G'rechtelt's enk |                                       |
| KV 557    | 1788             | Canon Nascoso e il mio sol |                                       |
| KV 558    | 1788             | Canon Gehn ma in'n Prada |                                       |
| KV 559    | 1788             | Canon Difficile lectu mihi |                                       |
| KV 560    | 1788             | Cánones O du eselhafter Martin, O du eselhafter Peierl |                                       |
| KV 561    | 1788             | Canon Bona nox, bist a rechta Ox |                                       |
| KV 562    | 1788             | Canon Caro, bell'idol mio | la mayor                              |
| KV 562e   | 1788             | Trío para violín, viola y chelo (fragmento, ver KV A66) | sol mayor                             |
| KV 563    | 1788             | Divertimento para trío de cuerdas | mi bemol mayor                        |
| KV 564    | 1788             | Trío para piano, violín y chelo | sol mayor                             |
| KV 565    | 1788             | 2 contradanzas para orquesta |                                       |
| KV 566    | 1788             | Instrumentación para la obra de Händel Acis y Galatea |                                       |
| KV 567    | 1788             | 6 danzas alemanas para orquesta |                                       |
| KV 568    | 1788             | 12 minuetos para orquesta |                                       |
| KV 569    | 1789             | Aria Ohne Zwang (perdido) |                                       |
| KV 570    | 1789             | Sonata para piano | si bemol mayor                        |
| KV 571    | 1789             | 6 danzas alemanas para orquesta |                                       |
| KV 571a   | 1789             | Cuarteto cómico Caro mio, Druck und Schluck |                                       |
| KV 572    | 1789             | Instrumentación de El Mesías de Händel |                                       |
| KV 573    | 1789             | 9 variaciones para piano sobre un minueto de J.-P. Duport | re mayor                              |
| KV 574    | 1789             | Eine kleine Gigue para piano | sol mayor                             |
| KV 575    | 1789             | Cuarteto para cuerdas n.º 21 | re mayor                              |
| KV 576    | 1789             | Sonata para piano | re mayor                              |
| KV 577    | 1789             | Rondó para soprano Al desio |                                       |
| KV 578    | 1789             | Aria para soprano Alma grande |                                       |
| KV 579    | 1789             | Aria para soprano «Un moto di gioia» sobre texto atribuido a L. da Ponte | sol mayor                             |
| KV 580    | 1789             | Aria para soprano Schon lacht der holde Fruehling |                                       |
| KV 580a   | ¿1785?           | Adagio para clarinete y tres corni di bassetto (ver KV A94) | do mayor                              |
| KV 580b   | ¿1789?           | Allegro para clarinete, corno di bassetto, violín, viola y chelo (fragmento) | fa mayor                              |
| KV 581    | 1789             | Quinteto para clarinete y cuerdas | la mayor                              |
| KV 582    | 1789             | Aria para soprano Chi sà, chi sà, qual sia |                                       |
| KV 583    | 1789             | Aria para soprano Vado, ma dove? |                                       |
| KV 584    | 1789             | Aria para bajo Rivolgete a lui lo sguardo |                                       |
| KV 585    | 1789             | 12 minuetos para orquesta |                                       |
| KV 586    | 1789             | 12 danzas alemanas para orquesta |                                       |
| KV 587    | 1789             | Contradanza para orquesta «Der Sieg vom Helden Koburg» | do mayor                              |
| KV 588    | 1790             | Così fan tutte (ossia La scuola degli amanti), dramma giocoso en dos actos con libreto de L. da Ponte                                                                                                  |                                       |
| KV 589    | 1790             | Cuarteto para cuerdas n.º 22 | si bemol mayor                        |
| KV 589a   | 1790             | Minueto para un cuarteto de cuerdas (fragmento) | si bemol mayor                        |
| KV 590    | 1790             | Cuarteto para cuerdas n.º 23 | fa mayor                              |
| KV 591    | 1790             | Instrumentación de la obra de Händel Alexander's Feast |                                       |
| KV 592    | 1790             | Instrumentación de la obra de Händel Ode to Saint Cecilia |                                       |
| KV 593    | 1790             | Quinteto para cuerdas n.º 5 | re mayor                              |
| KV 594    | 1790             | Adagio y allegro para órgano mecánico | fa menor                              |
| KV 595    | 1791             | Concierto para piano y orquesta n.º 27 | si bemol mayor                        |
| KV 596    | 1791             | Lied para cantante con piano Sehnsucht nach dem Frühling («Komm, lieber Mai») sobre texto de C. A. Overbeck                                                                                            | fa mayor                              |
| KV 597    | 1791             | Lied para cantante con piano Der Frühling («Erwacht zum neuen Leben») sobre texto de C. C. Sturm | mi mayor/si menor                     |
| KV 598    | 1791             | Lied para cantante con piano Das Kinderspiel («Wir Kinder, wir schmecken») sobre texto de C. A. Overbeck                                                                                               | la mayor                              |
| KV 599    | 1791             | 6 minuetos para orquesta |                                       |
| KV 600    | 1791             | 6 danzas alemanas para orquesta |                                       |
| KV 601    | 1791             | 4 minuetos para orquesta |                                       |
| KV 602    | 1791             | 4 danzas alemanas para orquesta |                                       |
| KV 603    | 1791             | 2 contradanzas para orquesta |                                       |
| KV 604    | 1791             | 2 minuetos para orquesta |                                       |
| KV 605    | 1791             | 3 danzas alemanas para orquesta |                                       |
| KV 606    | 1791             | 6 ländler para orquesta | si bemol mayor                        |
| KV 607    | 1791             | Contradanza para orquesta «Il trionfo delle donne» | mi bemol mayor                        |
| KV 608    | 1791             | Fantasía para un órgano mecánico | fa menor                              |
| KV 609    | 1791             | 5 contradanzas para orquesta |                                       |
| KV 610    | 1791             | Contradanza para orquesta «Les Filles malicieuses» | sol mayor                             |
| KV 611    | 1791             | Una danza alemana |                                       |
| KV 612    | 1791             | Aria para bajo Per questa bella mano |                                       |
| KV 613    | 1791             | 6 variaciones para piano sobre la canción Ein Weib ist das herrlichste Ding (B. Schack/F. Gerl) | fa mayor                              |
| KV 614    | 1791             | Quinteto para cuerdas n.º 6 | mi bemol mayor                        |
| KV 615    | 1791             | Coro Viviamo felici (perdido) |                                       |
| KV 616    | 1791             | Andante para un pequeño órgano mecánico | fa mayor                              |
| KV 617    | 1791             | Adagio y rondó para armónica de cristal, flauta, oboe, viola y chelo | do menor/mayor                        |
| KV 618    | 1791             | Motete para cuatro voces, dos violines, viola, bajo y órgano «Ave verum corpus» | re mayor                              |
| KV 619    | 1791             | Pequeña cantata alemana «Die ihr des unermesslichen Weltalls Schöpfer ehrt» | do mayor                              |
| KV 620    | 1791             | Die Zauberflöte, «eine deutsche Oper» en dos actos con libreto de E. Schikaneder |                                       |
| KV 621    | 1791             | La clemenza di Tito, opera seria en dos actos con libreto de C. Mazzolà originalmente de P. Metastasio                                                                                                 |                                       |
| KV 622    | 1791             | Concierto para clarinete y orquesta | la mayor                              |
| KV 623    | 1791             | Cantata masónica «Laut verkünde unsre Freude» | do mayor                              |
| KV 624    | 1768–1791        | Cadenzas para los conciertos para piano KV 40i, 107 / 1, 175, 238, 246, 271, 365, 413–415, 449–451, 453, 456, 459, 466, 488 y 595                                                                      |                                       |
| KV 625    | 1790             | Dúo cómico Nun liebes Weibchen |                                       |
| KV 626    | 1791             | Misa de réquiem (terminada por Franz Xaver Süssmayr) | re menor                              |
| KV A9     | 1778             | Sinfonía concertante para flauta, oboe, trompa, fagot y orquesta (atribución incierta, ver KV 297B) | mi bemol mayor                        |
| KV A10    | 1778             | Música de ballet «Les petits riens» (ver KV 299b) |                                       |
| KV A56    | 1778             | Concierto para violín, piano y orquesta (fragmento, ver KV 315f) | re mayor                              |
| KV A66    | 1788             | Trío para violín, viola y chelo (fragmento, ver KV 562e) | sol mayor                             |
| KV A94    | ¿1785?           | Adagio para clarinete y tres corni di bassetto (ver KV 580a) | do mayor                              |
| KV A103   | 1778             | Música de ballet La Chasse (fragmento), ver KV 299d |                                       |
| KV A120   | 1779             | Sinfonía concertante para violín, viola, chelo y orquesta (fragmento, ver KV 320e) | la mayor                              |
| KV A171   | 1778             | Cuarteto para flauta y cuerdas (ver KV 285b) | do mayor                              |
| KV A214   | 1768             | Sinfonía [n.º 55] (ver KV 45b) | si bemol mayor                        |
| KV A221   | 1768             | Sinfonía n.º 7a «Alte Lambacher» (ver KV 45a) | sol mayor                             |
| KV A223   | 1765             | Sinfonía (ver KV 19a) | fa mayor                              |
| KV A226   | ¿1775?           | Divertimento para instrumentos de viento | mi bemol mayor                        |
| KV A227   | ¿1775?           | Divertimento para instrumentos de viento | si bemol mayor                        |
| KV A229   | ¿1785?           | Cinco divertimentos para tres corni di bassetto (ver KV 439b) | si bemol mayor                        |